# Юзефув-над-Вислон (гмина)
Юзефув-над-Вислой (пол. Józefów nad Wisłą) — городско-сельская гмина (волость) в Польше, входит как административная единица в Опольский повет (Люблинское воеводство), Люблинское воеводство. Население — 7369 человек (на 2005 год).

## Соседние гмины
1. Гмина Аннополь
2. Гмина Дзежковице
3. Гмина Ополе-Любельске
4. Гмина Солец-над-Вислой
5. Гмина Тарлув
6. Гмина Ужендув